# Mark Selby
Mark Selby (Leicester, 19 giugno 1983) è un giocatore di snooker inglese, professionista dal 1999, numero 3 del ranking nel 2022, diverse volte numero 1, dal 1º dal settembre 2011 al novembre 2012, dal dicembre 2012 al febbraio 2013, dall'aprile al giugno 2013, dal maggio al luglio 2014, dall'agosto al dicembre 2014, dal febbraio 2015 al marzo 2019, dall'agosto all'ottobre 2021 e dal novembre 2021 all'aprile 2022, quattro volte campione del mondo (2014, 2016, 2017 e 2021), tre volte vincitore del Masters (2008, 2010 e 2013) e due volte vincitore dello UK Championship (2012 e 2016).
Nel 2006 è stato anche campione del mondo nel pool.

## Primi anni
Mark Selby dimostrò interesse per lo snooker già da adolescente.
La prima finale di un torneo valido per il Ranking alla quale partecipò fu allo Scottish Open nel 2003 all'età di 19 anni, dove si aggiudicò il secondo posto alle spalle di David Gray, che nella finale lo aveva battuto 9-7. Nel 2002 arriva alle semifinali del China Open. Selby partecipò alle qualificazioni del Campionato del mondo di Snooker nel 2002, 2003 e nel 2004 perdendo tutte e tre le volte, senza riuscire ad accedere alla fase finale del torneo al Crucible Theatre.
All'inizio della stagione 2005-2006 Selby viene seguito dal manager Mukesh Parmar di Leicester, maturando il proprio stile di gioco. Nel 2006 raggiunge il Crucible, nonostante il suo avversario Robert Milkins nel finale delle qualificazioni avesse fatto un 147. A Sheffield il suo avversario incontrato più spesso è John Higgins: la prima volta nel 2005 fu battuto al primo turno, nel 2006 trovò la rivincita, nel 2007 perse nella finale, mentre nel 2009 Higgins lo fermò ai quarti sconfiggendolo 12-13 malgrado fosse stato avanti per 12-11. 8 anni dopo, nel 2017, ha battuto il suo rivale più grande in finale per 18-15.

## Crescita e successo
Nel Campionato del mondo del 2007 Mark Selby vinse nel primo round contro Stephen Lee per 10 a 7. Successivamente l'inglese batté Peter Ebdon, finalista della finale 2006, per 13-8 con cinque Century Breaks, di cui tre consecutivi, raggiungendo i quarti di finale. Qui si scontrò con Ali Carter, vincendo 13-12 in un match che era durato per più di nove ore. Raggiunse infine la finale dopo aver sconfitto 17-16 in semifinale Shaun Murphy, con un break 64 nell'ultima decisiva partita. Nella finale si trovò faccia a faccia con John Higgins. Concluse le sessioni della domenica sotto di 4-12 e nella prima sessione pomeridiana del lunedì vinse sei frames consecutivi, concludendo oltre il tempo dovuto con un punteggio di 10-12. Quando iniziò l'ultima definitiva sessione serale era sotto solo di due frames, ma alla fine lo scozzese concluse il match vincendo 18-13. Grazie alle prestazioni mostrate nell'intero torneo Selby riuscì ad entrare anche per la prima volta nella top 16 nel Ranking della stagione 2006-2007 e occupando l'undicesimo posto nella stagione 2007-2008. I risultati di Selby al Mondiale 2007 inoltre gli fecero vincere il Dummy address 888.com Silver Chip.

## Anni recenti
Dopo un moderato inizio di stagione Mark Selby raggiunse la semifinale di quello che è il secondo torneo professionale di snooker più importante, lo UK Championship. Ronnie O'Sullivan, il suo avversario, era avanti di 7-5, Selby riuscì a pareggiare fino a 8-8 ma O'Sullivan realizzando un maximum break di 147 vinse 9-8.
Il 20 gennaio del 2008 Selby vinse il suo primo importante torneo, Masters di Wembley. Per raggiungere la finale si scontrò con Stephen Hendry, Stephen Maguire e Ken Doherty, tutti sconfitti con un punteggio di 6-5. Nella finale contro Stephen Lee vinse con un netto 10-3.
Il 17 febbraio del 2008, vinse il Welsh Open superando Ronnie O'Sullivan 9-8 dopo essere stato sotto per 5-8. Al campionato del mondo però non ebbe grande successo. Sebbene fosse considerato il favorito per il titolo, fu battuto al primo round 10-8 da Mark King. L'anno seguente raggiunse la finale del Masters di Wembley, ma fu battuto da Ronnie O'Sullivan, e raggiunse i quarti di finale del Campionato del mondo di Snooker, dove fu battuto da John Higgins, che alla fine avrebbe vinto il titolo. Selby ha iniziato la stagione 2009-2010 con un'ottima performance nel UK Championship battendo al primo round Jamie Cope 9-8, nonostante fosse sotto di cinque frame essendo 4-8 e vincendo il 17 gennaio 2010 il suo secondo Masters di Wembley. In finale si trovò di fronte Ronnie O'Sullivan al quale, in vantaggio di tre frames sul 9-6, sarebbe bastato solo un ultimo frame per vincere, ma Selby riuscì a vincere quattro frames consecutivi, portandosi a casa il Trofeo e un premio di £150,000.

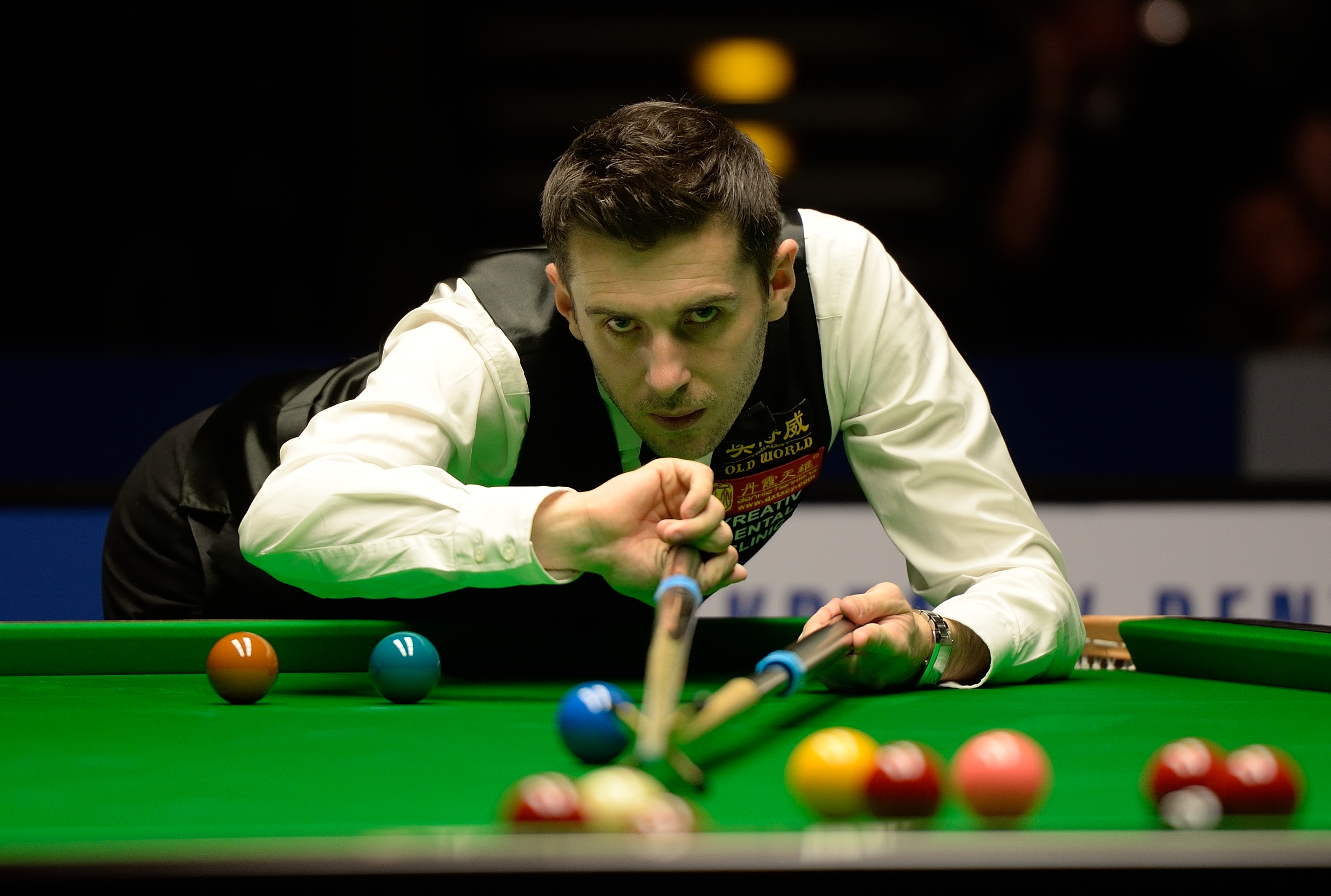
Mark Selby (2015)

Al China Open del 2011 Selby ha battuto Tian Pengfei, Robert Milkins, Ali Carter e il favorito di casa Ding Junhui, ma è stato sconfitto 8-10 da Judd Trump in finale. Da Ding Junhui sarà invece sconfitto nei quarti di finale del campionato mondiale 2011
Il 5 maggio 2014 vince con grande personalità la finale del Campionato mondiale al Crucible Theatre di Sheffield battendo il più volte vincitore Ronnie O'Sullivan per 18 a 14.
Dopo un inizio di stagione non felicissimo, nella seconda metà del 2014, il 2015 inizia nel migliore dei modi con la vittoria del German Masters al Tempodrom di Berlino, in finale con Shaun Murphy (9-7). Sul finire della stagione vincerà anche l'ultimo torneo prima del Mondiale, il China Open a Pechino, cosa che lo mette automaticamente tra i favoriti per la riconquista del titolo a Sheffield, dove però incappa in un'eliminazione al secondo turno per mano del giovane e promettente Anthony McGill.
L'annata 2015-2016 sembra essere avara di soddisfazioni; complice anche il riacutizzarsi di vecchi problemi alla schiena, i migliori risultati raggiunti da Selby sono due semifinali: all'International Championship, torneo tenutosi in Cina a Daqing, battuto da un rinvigorito John Higgins per 9-4 e allo UK Championship a York, dove viene sconfitto con un netto 6-0 da Neil Robertson, che andrà poi a vincere il torneo. La svolta della stagione arriva proprio all'appuntamento più importante, l'ultimo atto è infatti, come ogni anno, il mondiale di Sheffield, in cui le prestazioni di Selby vanno in crescendo e l'ipotesi di un suo secondo trionfo al Crucible prende sempre più corpo. Chi non è d'accordo è il talentuoso giocatore cinese Ding Junhui che, con un gioco sensazionale ed un tabellone favorevole, arriva in finale sulle ali dell'entusiasmo, con la promessa di portare per la prima volta il titolo in Cina e, soprattutto, con circa la metà del tempo passato al tavolo rispetto a Selby. Tutti si prevedevano una finale in cui Ding sarebbe scattato rapidissimo dai blocchi con il suo formidabile gioco d'attacco e Selby avrebbe tentato di intrappolarlo con il suo gioco tattico ma ciò che accade è l'esatto opposto: Selby va avanti 6-0, complice anche un Ding teso ed emozionato, e la prima sessione si chiude con un 6-2 in cui il cinese riesce a vincere gli ultimi due frame, limitando i danni. Sconfitta l'emozione, nella seconda sessione il cinese si scioglie arrampicandosi fino ad uno svantaggio minimo di un singolo frame, ma stavolta è Selby a vincere gli ultimi due frame della sessione, chiudendo il primo giorno di gara sul 10-7. Il canovaccio della sessione mattutina del secondo giorno è molto simile: Ding si porta ad un solo frame di svantaggio, ma Selby vince gli ultimi tre frame della sessione pomeridiana, arrivando alla sessione serale e conclusiva con un punteggio di 14-11, per poi chiudere il match con un 18-14 in un paio d'ore di gioco durante le quali il risultato finale non sembra mai essere in discussione. Caso vuole che Selby abbia vinto il suo secondo titolo mondiale concludendo il match pochi minuti dopo che la sua squadra del cuore, il Leicester, avesse la matematica certezza della storica prima vittoria della Premier League.
La stagione 2016-2017 inizia con un Selby ormai entrato di diritto tra i grandi della specialità, con il secondo titolo mondiale, numero uno del mondo alla fine della stagione per il quarto anno consecutivo e determinato a dimostrare di poter essere un grande vincente e non solo un giocatore costante e solido. Vince subito il Paul Hunter Classic tenutosi a fine agosto a Furth, in Germania, battendo Tom Ford per 4-2; raggiunge inoltre la finale allo Shanghai Masters tenutosi a fine settembre a Shanghai (Cina) nella quale viene sconfitto dal "padrone di casa" Ding Junhui, che si prende la rivincita per la finale mondiale battendolo 10-6 ed anche una semifinale allo European Masters tenutosi subito dopo, ad inizio ottobre a Bucarest (Romania), nella quale viene battuto per 6-2 da Judd Trump che andrà poi a trionfare in finale contro O'Sullivan. A fine ottobre abbiamo la riedizione della finale dello Shanghai Masters, ma stavolta il torneo è l'International Championship  di Daqing (Cina), in cui Selby restituisce il favore a Ding battendolo con un sonoro 10-1; tra il 22 novembre ed il 4 dicembre si tiene il primo grande appuntamento della stagione: lo UK Championship al Barbican Centre di York (Inghilterra) in cui Selby batte Ronnie O'Sullivan in una finale ricca di bel gioco per 10-7, conquistando il titolo per la seconda volta e portando a 7 il totale di titoli in tornei della triplice corona (il corrispettivo degli slam tennistici) insieme ai due titoli mondiali e tre Masters. Selby, inoltre, partecipa al prestigioso torneo del China Open, dove arriva abbastanza agevolmente fino alla finale in cui trova di fronte il gallese Mark Williams. Nonostante una non ottimale partenza riesce comunque a vincere il match per 10-8 e a trionfare per la seconda volta al China Open. L'ultimo appuntamento dell'anno è ovviamente il Campionato mondiale dove Selby parte da grande favorito. Debutta contro il veterano O'Brien e lo liquida facilmente per 10-2. Arriva fino alla semifinale perdendo solo 11 frame. Lì trova il cinese Ding Junhui che durante l'anno lo ha già battuto tre volte. La partita è molto combattuta ma è ancora Selby a riuscire ad avere lo strappo decisivo nella ultima sessione vincendo 17-15 l'incontro. Arriva per la quarta volta in finale dove lo aspetta lo scozzese John Higgins che lo aveva battuto nel 2006 proprio in finale. A metà incontro è Higgins in vantaggio per 10-7. Ma nella terza sessione Selby gioca in maniera perfetta e si porta avanti 13-11 all'ultima pausa. Alla fine l'inglese riesce ad abbattere la resistenza del veterano scozzese e lo sconfigge 18-15 diventando il quarto giocatore a vincere per due anni consecutivi il mondiale, il nono a vincerlo tre volte ed il primo a vincere il China Open e Il mondiale nello stesso anno entrando così ufficialmente tra i più grandi di questo sport.
La stagione seguente inizia con il forfait alla Coppa del Mondo a squadre per via di un infortunio al piede e procede con la seconda vittoria all'International Championship, 10-7 in finale il nordirlandese Mark Allen. Tuttavia la stagione non procede bene, con un Selby che non soddisfa le attese e riesce solo a vincere il China Open, l'8 aprile 2018 contro Barry Hawkins per poi venire eliminato dal connazionale Joe Perry per 10-4 al primo turno del Mondiale.
Selby inizia la stagione 2018-2019 battendo Higgins nella finale del China Championship ma prosegue con prestazioni non all'altezza negli altri tornei, come la sconfitta contro James Cahill al primo turno dello UK Championship, arrivando col tempo a perdere prima dell'inizio del Mondiale il primo posto della classifica, mantenuto per quattro anni consecutivi. La situazione peggiora dopo il Campionato del Mondo, dove l'inglese perde 13-10 al secondo turno contro Gary Wilson scendendo al 6º posto non terminando per la prima volta dopo sette stagioni di fila in prima posizione.
L'inglese torna al successo all'English Open 2019 dominando il match contro David Gilbert per 9-1, dopo più di un anno dall'ultima vittoria in tornei ufficiali. Bissa il successo anche allo Scottish Open contro Jack Lisowski.

## Vita privata
È un tifoso della squadra di calcio Leicester City sin da bambino e un fan del tiro a freccette. Nel luglio 2006 vinse il WEPF, ossia il Campionato del mondo della palla a otto, battendo Darren Appleton per 11-7 nella finale tenuta a Blackpool.
Gioca per la Leicestershire County Pool Association at Club 147 a Leicester. Il suo soprannome nello Snooker è “The Jester from Leicester”, attribuitogli da Richard Beare. È sposato con Vikki Layton, una giocatrice a livello internazionale di Pool la quale, attualmente, ricopre anche il ruolo di manager di Selby.
Selby ha vinto il suo primo titolo mondiale proprio nel giorno in cui il suo Leicester è stato promosso in Premier League nel 2014, festeggiando l'avvenimento con una parata a cielo aperto con un bus. Nel 2016 ha invece vinto il suo secondo titolo a Sheffield proprio nei minuti in cui la sua squadra del cuore trionfava per la prima volta nel campionato inglese.

## Ranking
| Stagione  | Ranking iniziale | Ranking finale |
| --------- | ---------------- | -------------- |
| 1999-2000 | Non classificato | 122            |
| 2000-2001 | 122              | 95             |
| 2001-2002 | 95               | 53             |
| 2002-2003 | 53               | 29             |
| 2003-2004 | 29               | 36             |
| 2004-2005 | 36               | 38             |
| 2005-2006 | 38               | 28             |
| 2006-2007 | 28               | 11             |
| 2007-2008 | 11               | 4              |
| 2008-2009 | 4                | 7              |
| 2009-2010 | 7                | 9              |
| 2010-2011 | 9                | 3              |
| 2011-2012 | 3                | 1              |
| 2012-2013 | 1                | 1              |
| 2013-2014 | 1                | 1              |
| 2014-2015 | 1                | 1              |
| 2015-2016 | 1                | 1              |
| 2016-2017 | 1                | 1              |
| 2017-2018 | 1                | 1              |
| 2018-2019 | 1                | 6              |
| 2019-2020 | 6                | 4              |
| 2020-2021 | 4                | 2              |
| 2021-2022 | 2                |                |

### Maximum breaks: 3
| N° | Anno | Competizione          | Avversario     | Note   |
| -- | ---- | --------------------- | -------------- | ------ |
| 1  | 2009 | Jiangsu Classic       | Joe Perry      | [ 12 ] |
| 2  | 2013 | UK Championship       | Ricky Walden   | [ 13 ] |
| 3  | 2018 | Champion of Champions | Neil Robertson | [ 14 ] |

## Tornei vinti

### Titoli Non-Ranking: 8
| Titoli Ranking             | Titoli Ranking            | Titoli Ranking                                                | Titoli Ranking       |
| -------------------------- | ------------------------- | ------------------------------------------------------------- | -------------------- |
| Competizione               | Anno                      | Avversario                                                    | Note                 |
| Campionato mondiale        | 2014 - 2016 - 2017 - 2021 | Ronnie O'Sullivan - Ding Junhui - John Higgins - Shaun Murphy | [ 15 ] [ 16 ] [ 17 ] |
| UK Championship            | 2012 - 2016               | Shaun Murphy - Ronnie O'Sullivan                              | [ 18 ] [ 19 ]        |
| Welsh Open                 | 2008                      | Ronnie O'Sullivan                                             | [ 20 ]               |
| Shanghai Masters           | 2011                      | Mark Williams                                                 | [ 21 ]               |
| German Masters             | 2015                      | Shaun Murphy                                                  | [ 22 ]               |
| China Open                 | 2015 - 2017 - 2018        | Gary Wilson - Mark Williams - Barry Hawkins                   | [ 23 ] [ 24 ] [ 25 ] |
| Paul Hunter Classic        | 2016                      | Tom Ford                                                      | [ 26 ]               |
| International Championship | 2016 - 2017               | Ding Junhui - Mark Allen                                      | [ 27 ] [ 28 ]        |
| China Championship         | 2018                      | John Higgins                                                  | [ 29 ]               |
| English Open               | 2019                      | David Gilbert                                                 | [ 30 ]               |
| Scottish Open              | 2019 - 2020               | Jack Lisowski - Ronnie O'Sullivan                             | [ 9 ] [ 31 ]         |
| European Masters           | 2020 (2)                  | Martin Gould                                                  | [ 32 ]               |

| Titoli Non-Ranking  | Titoli Non-Ranking | Titoli Non-Ranking                               | Titoli Non-Ranking  |
| ------------------- | ------------------ | ------------------------------------------------ | ------------------- |
| Competizione        | Anno               | Avversario                                       | Note                |
| The Masters         | 2008 - 2010 - 2013 | Stephen Lee - Ronnie O'Sullivan - Neil Robertson | [ 5 ] [ 33 ] [ 34 ] |
| Warsaw Snooker Tour | 2007               | John Higgins                                     | [ 35 ]              |
| Wuxi Classic        | 2011               | Ali Carter                                       | [ 36 ]              |
| HK Spring Trophy    | 2012               | Andrew Higginson                                 | [ 37 ]              |
| Haining Open        | 2017 - 2018        | Tom Ford - Li Hang                               |                     |

| Tornei varianti            | Tornei varianti | Tornei varianti | Tornei varianti |
| -------------------------- | --------------- | --------------- | --------------- |
| Competizione               | Anno            | Avversario      | Note            |
| Six-Red World Championship | 2010            | Ricky Walden    | [ 38 ]          |

- Players Tour Championship: 2 (Evento 2 2010, Paul Hunter Classic 2011)
- European Tour: 5 (Paul Hunter Classic 2012, FFB Open 2013, Antwerp Open 2013, Riga Open 2014, Gdynia Open 2016)

## Finali perse

### Titoli Non-Ranking: 8
| Titoli Ranking      | Titoli Ranking | Titoli Ranking              | Titoli Ranking |
| ------------------- | -------------- | --------------------------- | -------------- |
| Competizione        | Anno           | Avversario                  | Note           |
| Campionato mondiale | 2007           | John Higgins                | [ 2 ]          |
| UK Championship     | 2013           | Neil Robertson              | [ 39 ]         |
| Scottish Open       | 2003           | David Gray                  | [ 40 ]         |
| German Masters      | 2011           | Mark Williams               | [ 41 ]         |
| China Open          | 2011 - 2013    | Judd Trump - Neil Robertson | [ 42 ] [ 43 ]  |
| Welsh Open          | 2012           | Ding Junhui                 | [ 44 ]         |
| World Open          | 2014           | Shaun Murphy                | [ 45 ]         |
| Shanghai Masters    | 2016           | Ding Junhui                 | [ 46 ]         |
| Shoot-Out           | 2021           | Ryan Day                    | [ 47 ]         |

| Titoli Non-Ranking             | Titoli Non-Ranking | Titoli Non-Ranking                    | Titoli Non-Ranking |
| ------------------------------ | ------------------ | ------------------------------------- | ------------------ |
| Competizione                   | Anno               | Avversario                            | Note               |
| The Masters                    | 2009 - 2014        | Ronnie O'Sullivan - Ronnie O'Sullivan | [ 48 ] [ 49 ]      |
| Qualificazioni al Masters      | 2006               | Stuart Bingham                        | [ 50 ]             |
| Championship League            | 2008 - 2009        | Joe Perry - Judd Trump                | [ 51 ] [ 52 ]      |
| World Series of Snooker Jersey | 2008               | John Higgins                          | [ 53 ]             |
| Jiangsu Classic                | 2008               | Ding Junhui                           | [ 54 ]             |
| Premier League                 | 2008               | Ronnie O'Sullivan                     | [ 55 ]             |

- European Tour: 2 (Antwerp Open 2012, Rotterdam Open 2013)
- Asian Tour: 1 (Yixing Open 2013)